# Peter McKeefry
Peter Thomas Bertram McKeefry (ur. 3 lipca 1899 w Greymouth, diecezja Christchurch, zm. 18 listopada 1973 w Wellington), nowozelandzki duchowny katolicki, arcybiskup Wellington, kardynał.

## Życiorys
Studiował w Seminarium Krzyża Świętego w Mosgiel oraz w Papieskim Athenaeum De Propaganda Fide w Rzymie. 3 kwietnia 1926 w Rzymie przyjął święcenia kapłańskie. Pracował jako duszpasterz w diecezji Auckland, był sekretarzem lokalnego biskupa oraz szefem gazety diecezjalnej. W latach 1936–1939 był specjalnym korespondentem wojennym w Hiszpanii.
12 czerwca 1947 został mianowany arcybiskupem tytularnym Derco, z obowiązkami koadiutora Wellington; przyjął sakrę biskupią 19 października 1947. Udzielił jej kardynał Norman Thomas Gilroy z Sydney. Został arcybiskupem Wellington 9 maja 1954, był także przewodniczącym Konferencji Episkopatu Nowej Zelandii. Brał udział w Soborze Watykańskim II (1962–1965) oraz obradach Światowego Synodu Biskupów w Watykanie (1967, 1969, 1971). W czasie soboru prezentował bardzo konserwatywne poglądy, był przeciwny językom narodowym w liturgii. 
28 kwietnia 1969 został wyniesiony do godności kardynalskiej przez papieża Pawła VI. Otrzymał tytuł prezbitera Immacolata al Tiburtino. Był pierwszym kardynałem pochodzącym z Nowej Zelandii. Nawet jako kardynał żył bardzo skromnie. Pracował najczęściej do późnych godzin nocnych i niewiele sypiał. Zmarł nagle podczas rozmowy telefonicznej z papierosem między palcami, był bowiem nałogowym palaczem. Pochowany na jednym z cmentarzy w Wellington.